# Antonio Aguerre
Antonio Aguerre – piłkarz urugwajski, pomocnik.
Jako piłkarz klubu Liverpool Montevideo wziął udział w turnieju Copa América 1922, gdzie Urugwaj zajął trzecie miejsce. Aguerre zagrał we wszystkich czterech meczach – z Chile, Brazylią, Argentyną i Paragwajem.
Od 23 września 1922 roku do 10 sierpnia 1924 roku Aguerre rozegrał w reprezentacji Urugwaju 9 meczów, w których nie zdobył żadnej bramki.